# Rosabröstad busktörnskata
Rosabröstad busktörnskata (Rhodophoneus cruentus) är en östafrikansk fågel i familjen busktörnskator inom ordningen tättingar.

## Utseende och läten
Rosabröstad busktörnskata är en rätt stor (22-24 cm), brun fågel med lång och avsmalnad, vitspetsad stjärt och rätt kraftig, krokförsedd näbb. Hanen är karakteristisk med karminrosa övergump och i ett brett band från strupen nedför mitten av bröstet. Honan har vit strupe, svart halskrage och rosa endast i fläck nedanför denna. Hane av underarten cathemegana har det rosa begränsat till strupen, inramat av svart. Sången som utförs i duett består av enkla men högljudda "tsuee tsuueee".

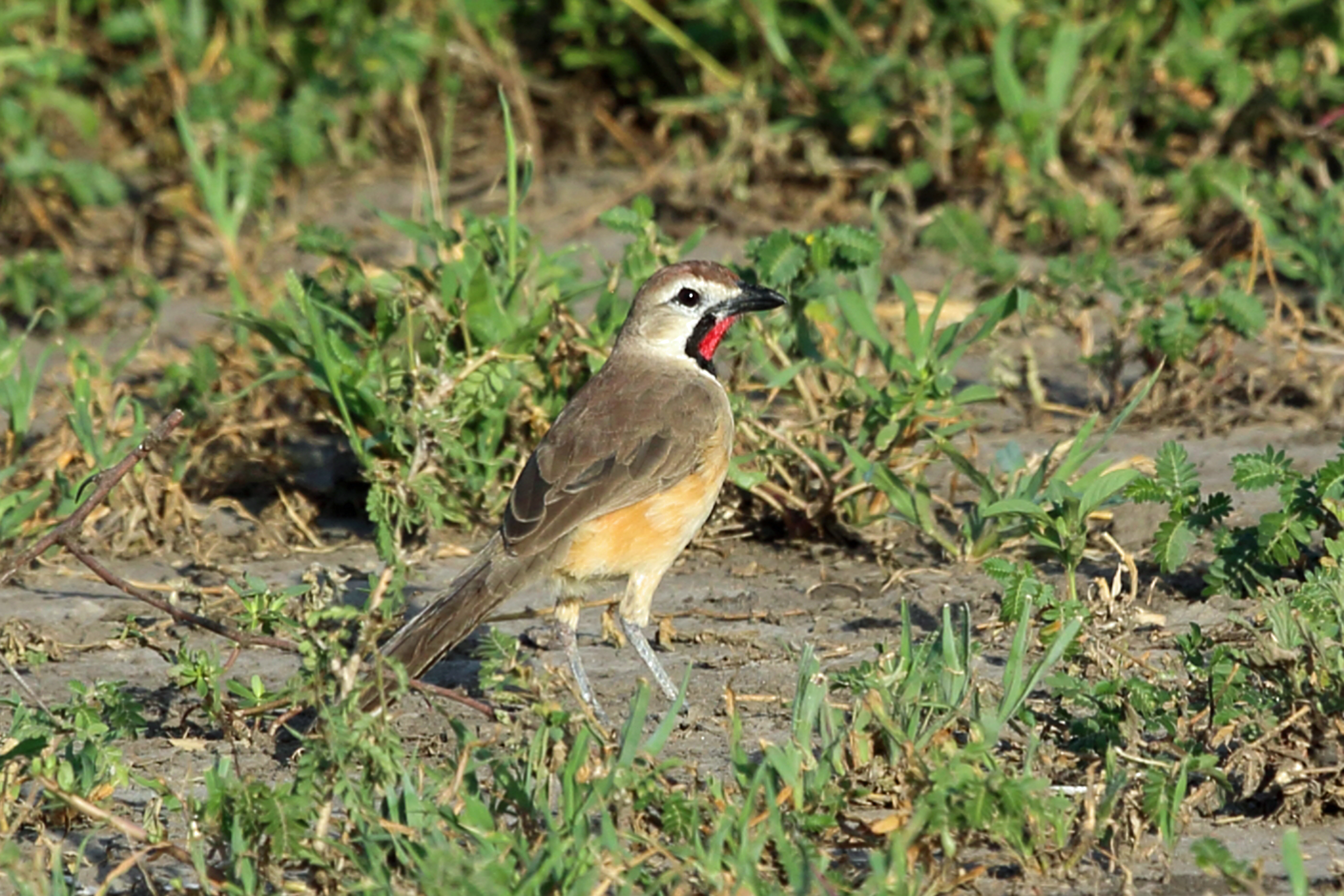
Rosabröstad busktörnskata i Tanzania.

## Utbredning och systematik
Rosabröstad busktörnskata delas in i fyra underarter med följande utbredning:
- Rhodophoneus cruentus kordofanicus – förekommer i västcentrala Sudan
- Rhodophoneus cruentus cruentus – förekommer i nordöstra Sudan, Eritrea och norra Etiopien
- Rhodophoneus cruentus hilgerti – förekommer i sydostligaste Sydsudan, södra och östra Etiopien, Djibouti, Somalia samt norra och östra Kenya
- Rhodophoneus cruentus cathemagmenus – förekommer från Tsavofloden och Victoriasjön i södra Kenya till nordöstra Tanzania

Underarten cathemagmenus kan möjligen utgöra en egen art, medan kordofanicus ofta inkluderas i nominatformen.

## Levnadssätt
Fågeln påträffas i arida buskmarker med inslag av akacior samt i gammal jordbruksbygd. Den håller sig ofta gömd långa stunder i växtlighet, men kan sitta synligt högt i en buske under sången. Födan består av insekter som skalbaggar och gräshoppor, men även små frukter. Den häckar troligen i samband med nederbörd, på gränsen mellan Egypten och Sudan mellan mars och juni.

## Status och hot
Arten har ett stort utbredningsområde och en stor population med stabil utveckling och tros inte vara utsatt för något substantiellt hot. Utifrån dessa kriterier kategoriserar internationella naturvårdsunionen IUCN arten som livskraftig (LC). Världspopulationen har inte uppskattats men den beskrivs som inte ovanlig till lokalt vanlig.

## Namn
På svenska har fågeln även kallats rosentörnskata.